# David Gorsuch
Scott David Gorsuch (* 22. September 1938 in Climax, Colorado; † 26. Juni 2021 in Vail, Colorado) war ein US-amerikanischer Skirennläufer.

## Biografie
David Gorsuch startete bei den Alpinen Skiweltmeisterschaften 1958 und zwei Jahre später bei den Olympischen Winterspielen in Squaw Valley. Dort belegte er sowohl im Riesenslalom als auch im Abfahrtslauf den 14. Platz. Nach den Olympischen Spielen heiratete David Gorsuch Renie Cox, die ebenfalls an den Spielen teilgenommen hatte. Das Paar hatte sich bei den Juniorenmeisterschaften 1954 kennengelernt und lebte nach der Hochzeit in Denver. Ein Jahr später zog das Paar nach Gunnison, wo David Gorsuch das Western State College besuchte und 1964 sein Studium abschloss.
1962 eröffnete das Ehepaar ein Skigeschäft in einer ehemaligen Tankstelle. Im Folgejahr folgte ein zweites Geschäft in Crested Butte. 1964 wurde Gorsuch Manager des Wintersportortes. Im Jahre 1966 zog Gorsuch mit seiner Frau nach Vail, wo sie ein weiteres Skigeschäft eröffneten. Weitere Geschäfte der Familie folgten in Aspen und Park City sowie im Snowmass Village und im Beaver Creek Resort. Aus der Ehe des Paares gingen mit John, Jeff und Davy drei Söhne hervor.
Nach Davids Tod 2021 wurden er und Renie in die U.S. Ski and Snowboard Hall of Fame aufgenommen.